# Troupe de la Comédie-Française en 1752

## Composition de la troupe de laComédie-Françaiseen1752
L'année théâtrale commence le 10 avril 1752 (veille des Rameaux) et se termine le 14 avril 1753.
| Directeur :       |            |
| Acteurs           | Actrice    |
| Le Grand          | La Motte   |
| de La Thorillière | Dangeville |
| Armand            | Gaussin    |
| Poisson           | Grandval   |
| Du Breuil         | Dumesnil   |
| Sarrazin          | Lavoy      |
| Grandval          | Drouin     |
| Dangeville        | Clairon    |
| Dubois            | Beauménard |
| Baron             | Brillant   |
| Bonneval          |            |
| de La Noue        |            |
| Paulin            |            |
| Deschamps         |            |
| Drouin            |            |
| Lekain            |            |
| Bellecour         |            |

## Source
- Almanach historique et chronologique de tous les spectacles, Paris 1753.